# Rāsak
Rāsak (persiska: Rāsk, راسک) är en kommunhuvudort i Iran.   Den ligger i provinsen Sistan och Baluchistan, i den sydöstra delen av landet, 1 400 km sydost om huvudstaden Teheran. Rāsak ligger 405 meter över havet och antalet invånare är 5 931.
Terrängen runt Rāsak är platt söderut, men norrut är den kuperad. Runt Rāsak är det mycket glesbefolkat, med 7 invånare per kvadratkilometer. Det finns inga andra samhällen i närheten. Trakten runt Rāsak är ofruktbar med lite eller ingen växtlighet.